# Dellacasiellus ruficlarus
Dellacasiellus ruficlarus är en skalbaggsart som beskrevs av Henry Clinton Fall 1932. Dellacasiellus ruficlarus ingår i släktet Dellacasiellus och familjen Aphodiidae. Inga underarter finns listade i Catalogue of Life.